# 市野厚史
市野 厚史（いちの あつし、1965年9月25日 - ）は、ヤマトロジスティクス株式会社社長、ヤマトホールディングス執行役員。茨城県出身。

## 経歴
- 1988年 - 流通経済大学経済学部卒業
- 1988年 - ヤマト運輸株式会社 入社
- 2004年 - ヤマトパッキングサービス株式会社 代表取締役 社長
- 2007年 - ヤマトロジスティクス株式会社 取締役副社長執行役員
- 2008年 - ヤマトホールディングス執行役員[1]
- 2011年 - ヤマトホームコンビニエンス株式会社 代表取締役 社長
- 2018年 - ヤマトロジスティクス株式会社 代表取締役社長[2]
- 2018年 - YHD 執行役員 兼 ヤマトロジスティクス代表取締役社長 降格
- 2020年 - 海部観光　代表取締役社長就任